# إيملي ألفارادو
إيملي ألفارادو (بالإسبانية: Emily Alvarado) هي لاعبة كرة قدم مكسيكية، ولدت في 9 يونيو 1998 في إل باسو في الولايات المتحدة. شاركت مع منتخب المكسيك تحت 17 سنة للسيدات لكرة القدم ‏ ومنتخب المكسيك لكرة القدم للسيدات.

## وصلات خارجية
- إيملي ألفارادو على موقع الاتحاد الدولي (مؤرشف)  (الإنجليزية)
- إيملي ألفارادو على موقع الاتحاد الأوربي (الإنجليزية)
- إيملي ألفارادو على موقع قاعدة بيانات كرة القدم.إي يو (الإنجليزية)
- إيملي ألفارادو على موقع Soccerway.com (الإنجليزية)